# Grand Prix Hassan II 2006 - Qualificazioni singolare
Le qualificazioni del singolare  del Grand Prix Hassan II 2006 sono state un torneo di tennis preliminare per accedere alla fase finale della manifestazione. I vincitori dell'ultimo turno sono entrati di diritto nel tabellone principale. In caso di ritiro di uno o più giocatori aventi diritto a questi sono subentrati i lucky loser, ossia i giocatori che hanno perso nell'ultimo turno ma che avevano una classifica più alta rispetto agli altri partecipanti che avevano comunque perso nel turno finale.
Le qualificazioni del torneo Grand Prix Hassan II 2006 prevedevano 32 partecipanti di cui 4 sono entrati nel tabellone principale.

## Teste di serie
1. Marc Gicquel (Qualificato)
2. Thierry Ascione (secondo turno)
3. Younes El Aynaoui (secondo turno)
4. Slimane Saoudi (Qualificato)

1. Andreas Vinciguerra (secondo turno)
2. Michal Navrátil (secondo turno)
3. Karim Maamoun (secondo turno)
4. Josselin Ouanna (ultimo turno)

## Qualificati
1. Marc Gicquel
2. David Škoch

1. Tomislav Perić
2. Slimane Saoudi

## Tabellone

### Legenda
| - Q = Qualificato - WC = Wild card - LL = Lucky loser | - ALT = Alternate - SE = Special Exempt - PR = Protected Ranking | - w/o = Walkover - r = Ritirato - d = Squalificato |

### Sezione 1
|  | Primo turno           | Primo turno           | Primo turno           | Primo turno    | Primo turno |  |  | Secondo turno | Secondo turno   | Secondo turno  | Secondo turno   | Secondo turno   |   |      | Ultimo turno | Ultimo turno | Ultimo turno | Ultimo turno | Ultimo turno |  |
|  |                       |                       |                       |                |             |  |  |               |                 |                |                 |                 |   |      |              |              |              |              |              |  |
|  | 1                     | Marc Gicquel          | Marc Gicquel          | 6              | 6           |  |  |               |                 |                |                 |                 |   |      |              |              |              |              |              |  |
|  |                       | Christopher Kas       | Christopher Kas       | 2              | 3           |  |  | 1             | Marc Gicquel    | Marc Gicquel   | 6               | 6               |   |      |              |              |              |              |              |  |
|  | Reda El Amrani        | Reda El Amrani        | Reda El Amrani        | Reda El Amrani | W-O         |  |  |               | Reda El Amrani  | Reda El Amrani | 2               | 2               |   |      |              |              |              |              |              |  |
|  | Mehdi Ziadi           | Mehdi Ziadi           | Mehdi Ziadi           | Mehdi Ziadi    |             |  |  |               |                 |                |                 |                 |   |      | 1            | Marc Gicquel | Marc Gicquel | 6            | 7            |  |
|  | Petr Kralert          | Petr Kralert          | Petr Kralert          | 7              | 6           |  |  |               |                 | 8              | Josselin Ouanna | Josselin Ouanna | 2 | 6(1) |              |              |              |              |              |  |
|  | Giancarlo Petrazzuolo | Giancarlo Petrazzuolo | Giancarlo Petrazzuolo | 64             | 1           |  |  |               | Petr Kralert    | 7              | 1               | 5               |   |      |              |              |              |              |              |  |
|  | 8                     | Josselin Ouanna       | Josselin Ouanna       | 6              | 6           |  |  | 8             | Josselin Ouanna | 5              | 6               | 7               |   |      |              |              |              |              |              |  |
|  |                       | Houssam Yassine       | Houssam Yassine       | 1              | 1           |  |  |               |                 |                |                 |                 |   |      |              |              |              |              |              |  |

### Sezione 2
|  | Primo turno        | Primo turno        | Primo turno        | Primo turno | Primo turno |  |  | Secondo turno | Secondo turno      | Secondo turno      | Secondo turno | Secondo turno |   |   | Ultimo turno       | Ultimo turno       | Ultimo turno       | Ultimo turno | Ultimo turno |  |
|  |                    |                    |                    |             |             |  |  |               |                    |                    |               |               |   |   |                    |                    |                    |              |              |  |
|  | 2                  | Thierry Ascione    | Thierry Ascione    | 7           | 6           |  |  |               |                    |                    |               |               |   |   |                    |                    |                    |              |              |  |
|  |                    | Denys Molčanov     | Denys Molčanov     | 62          | 3           |  |  | 2             | Thierry Ascione    | Thierry Ascione    | 7             | 4r            |   |   |                    |                    |                    |              |              |  |
|  | Arnaud Di Pasquale | Arnaud Di Pasquale | Arnaud Di Pasquale | 6           | 6           |  |  |               | Arnaud Di Pasquale | Arnaud Di Pasquale | 65            | 6             |   |   |                    |                    |                    |              |              |  |
|  | Ali El Alaoui      | Ali El Alaoui      | Ali El Alaoui      | 1           | 1           |  |  |               |                    |                    |               |               |   |   | Arnaud Di Pasquale | Arnaud Di Pasquale | Arnaud Di Pasquale | 5            | 3            |  |
|  | David Škoch        | David Škoch        | David Škoch        | 6           | 6           |  |  |               |                    | David Škoch        | David Škoch   | David Škoch   | 7 | 6 |                    |                    |                    |              |              |  |
|  | Talal Ouahabi      | Talal Ouahabi      | Talal Ouahabi      | 2           | 0           |  |  |               | David Škoch        | David Škoch        | 6             | 6             |   |   |                    |                    |                    |              |              |  |
|  | 7                  | Karim Maamoun      | Karim Maamoun      | 6           | 6           |  |  | 7             | Karim Maamoun      | Karim Maamoun      | 4             | 2             |   |   |                    |                    |                    |              |              |  |
|  |                    | Mohamed Saber      | Mohamed Saber      | 2           | 4           |  |  |               |                    |                    |               |               |   |   |                    |                    |                    |              |              |  |

### Sezione 3
|  | Primo turno      | Primo turno       | Primo turno       | Primo turno | Primo turno |  |  | Secondo turno | Secondo turno     | Secondo turno     | Secondo turno     | Secondo turno  |   |   | Ultimo turno   | Ultimo turno   | Ultimo turno   | Ultimo turno | Ultimo turno |  |
|  |                  |                   |                   |             |             |  |  |               |                   |                   |                   |                |   |   |                |                |                |              |              |  |
|  | 3                | Younes El Aynaoui | Younes El Aynaoui | 6           | 6           |  |  |               |                   |                   |                   |                |   |   |                |                |                |              |              |  |
|  |                  | El Mehdi Zidine   | El Mehdi Zidine   | 0           | 1           |  |  | 3             | Younes El Aynaoui | Younes El Aynaoui | Younes El Aynaoui |                |   |   |                |                |                |              |              |  |
|  | Younes Rachidi   | Younes Rachidi    | 6                 | 3           | 7           |  |  |               | Younes Rachidi    | Younes Rachidi    | Younes Rachidi    | W-O            |   |   |                |                |                |              |              |  |
|  | Walid Jallali    | Walid Jallali     | 4                 | 6           | 5           |  |  |               |                   |                   |                   |                |   |   | Younes Rachidi | Younes Rachidi | Younes Rachidi | 1            | 4            |  |
|  | Tomislav Perić   | Tomislav Perić    | Tomislav Perić    | 6           | 6           |  |  |               |                   | Tomislav Perić    | Tomislav Perić    | Tomislav Perić | 6 | 6 |                |                |                |              |              |  |
|  | Federico Torresi | Federico Torresi  | Federico Torresi  | 4           | 4           |  |  |               | Tomislav Perić    | Tomislav Perić    | 6                 | 6              |   |   |                |                |                |              |              |  |
|  | 6                | Michal Navrátil   | 6                 | 3           | 6           |  |  | 6             | Michal Navrátil   | Michal Navrátil   | 2                 | 4              |   |   |                |                |                |              |              |  |
|  |                  | Manuel Jorquera   | 4                 | 6           | 3           |  |  |               |                   |                   |                   |                |   |   |                |                |                |              |              |  |

### Sezione 4
|  | Primo turno          | Primo turno          | Primo turno          | Primo turno | Primo turno |  |  | Secondo turno | Secondo turno        | Secondo turno        | Secondo turno        | Secondo turno |   |   | Ultimo turno | Ultimo turno   | Ultimo turno | Ultimo turno | Ultimo turno |  |
|  |                      |                      |                      |             |             |  |  |               |                      |                      |                      |               |   |   |              |                |              |              |              |  |
|  | 4                    | Slimane Saoudi       | Slimane Saoudi       | 6           | 6           |  |  |               |                      |                      |                      |               |   |   |              |                |              |              |              |  |
|  |                      | Jan Kubes            | Jan Kubes            | 1           | 0           |  |  | 4             | Slimane Saoudi       | Slimane Saoudi       | 6                    | 6             |   |   |              |                |              |              |              |  |
|  | Sherif Sabry         | Sherif Sabry         | Sherif Sabry         | 6           | 7           |  |  |               | Sherif Sabry         | Sherif Sabry         | 1                    | 1             |   |   |              |                |              |              |              |  |
|  | Joseph Huber         | Joseph Huber         | Joseph Huber         | 4           | 63          |  |  |               |                      |                      |                      |               |   |   | 4            | Slimane Saoudi | 2            | 6            | 6            |  |
|  | Oleksandr Dolgopolov | Oleksandr Dolgopolov | Oleksandr Dolgopolov | 6           | 6           |  |  |               |                      |                      | Oleksandr Dolgopolov | 6             | 1 | 2 |              |                |              |              |              |  |
|  | Reda Karakhi         | Reda Karakhi         | Reda Karakhi         | 4           | 2           |  |  |               | Oleksandr Dolgopolov | Oleksandr Dolgopolov | 7                    | 6             |   |   |              |                |              |              |              |  |
|  | 5                    | Andreas Vinciguerra  | Andreas Vinciguerra  | 6           | 6           |  |  | 5             | Andreas Vinciguerra  | Andreas Vinciguerra  | 64                   | 3             |   |   |              |                |              |              |              |  |
|  |                      | Anas Fattar          | Anas Fattar          | 0           | 4           |  |  |               |                      |                      |                      |               |   |   |              |                |              |              |              |  |